# Renininhibitor
Renininhibitoren, auch Reninhemmer genannt, sind chemische Verbindungen, die als Inhibitoren das Enzym Renin hemmen und somit in das Blutdruck regulierende Renin-Angiotensin-Aldosteron-System eingreifen. Sie werden als potenzielle Arzneistoffe zur Behandlung des Bluthochdrucks entwickelt. Einziger zugelassener Vertreter dieser Gruppe ist Aliskiren, bisher nicht zugelassen sind Zankiren und Remikiren.

## Geschichte
Die ersten Renininhibitoren waren Antikörper, die gegen das Enzym gerichtet waren. Harry Goldblatt hatte ein solches Antirenin als Antiserum von mit Renin vorbehandelten Tieren gewonnen. Die ersten Renininhibitoren zeigten im Tierversuch bereits eine blutdrucksenkende Wirkung. Auf Grund der ungünstigen pharmakokinetischen Eigenschaften von Antikörpern, die nur einen Einsatz über eine Injektion erlauben, wurden diese Antikörper nicht weiterentwickelt. Mit Pepstatin, einem Proteaseinhibitor aus Actinomyceten, konnte ein erster niedermolekularer Renininhibitor gefunden werden. Dieser peptidische Renininhibitor war ebenfalls nur nach parenteraler Verabreichung wirksam. Optimierungen des Strukturmotivs von Pepstatin führten zu den Renininhibitoren der ersten Generation, zu denen beispielsweise Zankiren, Remikiren und Enalkiren gehören. Diese Peptidomimetika scheiterten in den frühen Phasen der klinischen Entwicklung wegen einer schlechten oralen Bioverfügbarkeit. Dieses Problem wurde im Fall von Aliskiren hinreichend gelöst. Daher wurde Aliskiren im Jahr 2007 als erster Renininhibitor für die Behandlung des Bluthochdrucks zugelassen.

## Pharmakologie

### Pharmakodynamik (Wirkmechanismus)
Renininhibitoren hemmen durch eine Bindung an das katalytische Zentrum der Protease Renin die Umwandlung Angiotensinogen in Angiotensin I, welche Vorstufen des Blutdruck steigernden Angiotensin II sind. Auf diese Weise greifen Renininhibitoren sehr früh in das Renin-Angiotensin-Aldosteron-System ein, und die Produktion von Angiotensin II kann komplett unterbunden werden. Damit unterscheiden sich Renininhibitoren von den therapeutisch häufiger eingesetzten ACE-Hemmern, welche lediglich das Angiotensin I in Angiotensin II umwandelnde Angiotensin Converting Enzym, nicht aber das alternative Enzym Chymase hemmen, und somit zu einer inkompletten Hemmung des Renin-Angiotensin-Aldosteron-Systems führen. Darüber hemmen Renininhibitoren nicht den Abbau des Entzündungsmediators Bradykinin, der für eine charakteristische Nebenwirkung der ACE-Hemmer, dem sogenannten Kininhusten, verantwortlich ist. Eine basierend auf den pharmakologischen Eigenschaften zu erwartende therapeutische Überlegenheit gegenüber ACE-Hemmern ist jedoch klinisch nicht belegt.

### Pharmakokinetik
Strukturell bedingt sind Renininhibitoren oft pharmakokinetisch problematische Arzneistoffe. Sie werden schlecht resorbiert und ihre orale Bioverfügbarkeit liegt oft unter 2 %.

## Arzneistoffe
Renininhibitoren, die in der klinischen Entwicklung sind oder waren oder arzneimittelrechtlich zugelassen wurden, sind beispielsweise:
- Aliskiren
- CGP 38560
- Ciprokiren
- Enalkiren
- Remikiren
- Zankiren